# Episodi de I racconti del West (seconda stagione)
La seconda stagione della serie televisiva I racconti del West (Dick Powell's Zane Grey Theater) è andata in onda negli Stati Uniti dal 4 ottobre 1957 al 6 giugno 1958 sulla CBS.
| nº | Titolo originale           | Titolo italiano                   | Prima TV USA     | Prima TV Italia |
| -- | -------------------------- | --------------------------------- | ---------------- | --------------- |
| 1  | The Deserters              |                                   | 4 ottobre 1957   |                 |
| 2  | Blood in the Dust          | Il killer il maestro e la signora | 11 ottobre 1957  |                 |
| 3  | A Gun is for Killing       |                                   | 18 ottobre 1957  |                 |
| 4  | Proud Woman                | Una donna orgogliosa              | 25 ottobre 1957  |                 |
| 5  | Ride a Lonely Trail        | Cavalcando alla fine del giorno   | 2 novembre 1957  |                 |
| 6  | The Promise                |                                   | 8 novembre 1957  |                 |
| 7  | Episode in Darkness        | Rapina alla cieca                 | 15 novembre 1957 |                 |
| 8  | The Open Cell              |                                   | 22 novembre 1957 |                 |
| 9  | A Man to Look Up To        |                                   | 29 novembre 1957 |                 |
| 10 | The Bitter Land            |                                   | 6 dicembre 1957  |                 |
| 11 | Gift From a Gunman         |                                   | 13 dicembre 1957 |                 |
| 12 | A Gun for My Bride         |                                   | 27 dicembre 1957 |                 |
| 13 | Man Unforgiving            | L'uomo che non sapeva perdonare   | 3 gennaio 1958   |                 |
| 14 | Trial by Fear              |                                   | 10 gennaio 1958  |                 |
| 15 | The Freighter              |                                   | 17 gennaio 1958  |                 |
| 16 | This Man Must Die          | Quest'uomo deve morire            | 24 gennaio 1958  |                 |
| 17 | Wire                       |                                   | 31 gennaio 1958  |                 |
| 18 | License to Kill            |                                   | 7 febbraio 1958  |                 |
| 19 | Sundown at Bitter Creek    |                                   | 14 febbraio 1958 |                 |
| 20 | The Stranger               |                                   | 28 febbraio 1958 |                 |
| 21 | The Sharpshooter           |                                   | 7 marzo 1958     |                 |
| 22 | Man of Fear                |                                   | 14 marzo 1958    |                 |
| 23 | The Doctor Keeps a Promise |                                   | 21 marzo 1958    |                 |
| 24 | Three Days to Death        |                                   | 4 aprile 1958    |                 |
| 25 | Shadow of a Dead Man       |                                   | 11 aprile 1958   |                 |
| 26 | Debt of Gratitude          |                                   | 18 aprile 1958   |                 |
| 27 | A Handful of Ashes         | Il morso del serpente             | 2 maggio 1958    |                 |
| 28 | Threat of Violence         | Lo scialle della vedova           | 23 maggio 1958   |                 |
| 29 | Utopia, Wyoming            |                                   | 6 giugno 1958    |                 |

## The Deserters
- Prima televisiva: 4 ottobre 1957

### Trama
- Guest star: Dick Powell (sergente maggiore Dravo), Margaret Hayes (Rose), Tom Pittman (John Harris), Joe De Santis (Balam), Larkin Ford (tenente), Charles H. Gray (Benson), Patrick Clement (Curdy)

## Blood in the Dust
- Prima televisiva: 11 ottobre 1957
- Diretto da: Alvin Ganzer
- Scritto da: Sidney Morse

### Trama
- Guest star: Denver Pyle (sceriffo), Joseph V. Perry (Man #2), Roy Engel (Man #1), Claudette Colbert (Lucy Horncuff), Jeff Morrow (Jim Horncuff), Barry Atwater (Burke), Kelly Thordsen (barista), Harry Bartell (Grim), Alexander Lockwood (Lacey)

## A Gun is for Killing
- Prima televisiva: 18 ottobre 1957
- Diretto da: Thomas Carr
- Scritto da: Aaron Spelling, Peter Ballas

### Trama
- Guest star: Robert Vaughn (Billy Jack), Michael Hinn (Ebie Brenner), Edmond O'Brien (Russell Andrews), Marsha Hunt (Claire Andrews), Paul Engle (Bobby Andrews), James Maloney (Will Parr), Walter Reed (Sam Cluny), John Brinkley (Rich Watson)

## Proud Woman
- Prima televisiva: 25 ottobre 1957
- Diretto da: Alvin Ganzer
- Soggetto di: Harold Shumate

### Trama
- Guest star: Paul Richards (Frank Frayne), Roy Roberts (Michael Bowers), Donald Buka (Laredo), Hedy Lamarr (Consuela Bowers), Edward Colmans (Esteban), Iphigenie Castiglioni (Maria Delgado), Val Avery (Carson)

## Ride a Lonely Trail
- Prima televisiva: 2 novembre 1957
- Diretto da: Alvin Ganzer
- Scritto da: Marion Hargrove

### Trama
- Guest star: Val Dufour (Horse Daley), Walter Brennan (sceriffo Larson), John Zaremba (banchiere), Russell Thorson (giudice), Keith Thibodeaux

## The Promise
- Prima televisiva: 8 novembre 1957
- Diretto da: Charles Haas
- Scritto da: James Leiker

### Trama
- Guest star: Gary Merrill (Noah), Tommy Sands (Jace), Whitney Blake (Ellie), Carl Benton Reid (Pa Rawlins)

## Episode in Darkness
- Prima televisiva: 15 novembre 1957
- Diretto da: John English
- Scritto da: Frederick Louis Fox

### Trama
- Guest star: Bill Erwin (Joshua Morgan), Dewey Martin (Ethan Boyan), Anne Bancroft (Isabelle Rutledge), Phillip Pine (Joe Fletcher), John Anderson (Roy Kelsey), John Maxwell (dottor Wade), Paul Birch (sceriffo Cutler), Mack Williams (giudice Moody), Dick Rich (Gurney Walcott), Mason Curry (Henry Taylor), Edith Evanson (Julia Crayton)

## The Open Cell
- Prima televisiva: 22 novembre 1957

### Trama
- Guest star: Steve Terrell (Jess Bolin), Marshall Thompson (Eli Hendricks), Frances Robinson (Eleanor Winter), Maurice Manson (Ben McCready), Brett King (Sam Butler), Gail Ganley (Sarah), Dick Powell (sceriffo Morgan Winter)

## A Man to Look Up To
- Prima televisiva: 29 novembre 1957

### Trama
- Guest star: Lew Ayres (Jed Lester), Diane Brewster (Mrs. Lester), Will Wright (King), Willis Bouchey (Case), Robert Gothie (Ben Mansen), Jess Kirkpatrick (Clem), K. L. Smith (Ray Mansen), Ron Brogan (Dickson)

## The Bitter Land
- Prima televisiva: 6 dicembre 1957
- Diretto da: Arthur Hiller
- Scritto da: Barney Slater, Leonard Moran

### Trama
- Guest star: Dan O'Herlihy (capitano Scott), Peggy Wood (Sarah Jolland), Marian Seldes (Alicia Jolland), Jan Merlin (Jeff Batterson), Robert Anderson (Tucker), Fay Roope (Morgan Batterson), Richard Beymer (Shep Jolland)

## Gift From a Gunman
- Prima televisiva: 13 dicembre 1957
- Diretto da: John English
- Scritto da: Russell Hughes

### Trama
- Guest star: John Dehner (colonnello Overton), Michael Landon (Dan Overton), Howard Keel (Will Gorman), Jean Willes (Marcy Overton), K. L. Smith (Jim Marshoot)

## A Gun for My Bride
- Prima televisiva: 27 dicembre 1957
- Diretto da: James Sheldon
- Scritto da: Aaron Spelling, Lee Loeb, Jerry Adelman

### Trama
- Guest star: Chris Alcaide (Nate Evers), Eddie Albert (Jed Wiley), Jane Greer (Ellen Morrow), Onslow Stevens (Roger Morrow), Robert Karnes (Rand Akins), Ollie O'Toole (negoziante)

## Man Unforgiving
- Prima televisiva: 3 gennaio 1958
- Diretto da: James Sheldon
- Soggetto di: Frank Waldman

### Trama
- Guest star: Dan Blocker (Matt), Claude Akins (sceriffo Adam Prescott), Joseph Cotten (Ben Harper), Mary Shipp (Sarah Prescott), Johnny Crawford (Billy Prescott), Joel Ashley (Sam Baker), Val Benedict (Clint), John Valvo (Simpson), William Vaughn (Chuck), S. John Launer (Wilkins)

## Trial by Fear
- Prima televisiva: 10 gennaio 1958
- Diretto da: James Sheldon
- Scritto da: Howard Dimsdale

### Trama
- Guest star: Raymond Bailey (Baker), Robert Ryan (Cobb Oakley), Joseph V. Perry (Riggs), David Janssen (Todd Owen), Edward Platt (sceriffo Galt), Harold Stone (Tuphill), Russell Thorson (Mason), Tom Wilde (Walsh), Kelly Thordsen (Price), Dick Crockett (Clegg)

## The Freighter
- Prima televisiva: 17 gennaio 1958
- Diretto da: Christian Nyby
- Scritto da: Fred Freiberger

### Trama
- Guest star: Barbara Stanwyck (Belle Garrison), Jason Johnson (Ez Williams), Troy Melton (Mort), Robert H. Harris (Rufus Murdock), John Archer (Ad Masters), James Bell (giudice Garrison), Bill Catching (Newt Murdock), Tom Peters (Gil Murdock), Robert F. Hoy (Red Murdock), Charles Tannen (Ben)

## This Man Must Die
- Prima televisiva: 24 gennaio 1958
- Diretto da: James Sheldon
- Soggetto di: Jack Guss, Norman Jacob

### Trama
- Guest star: Than Wyenn (Chick Braus), Dan Duryea (Kirk Joiner), Carole Mathews (Libby), Karl Swenson (Lee Willis), Walter Coy (sceriffo Baker), Joseph Sargent (Pete Hansen), Tom Vize (Cochran), Holly Bane (barista), Chuck Hayward (Posse Man)

## Wire
- Prima televisiva: 31 gennaio 1958
- Diretto da: James Sheldon
- Soggetto di: Harry Julian Fink

### Trama
- Guest star: Lloyd Bridges (Sam Fraser), Mimi Gibson (Beth), Theodore Newton (Oliver Ryson), Tom Holland (Wick Hawes), David Opatoshu (Dave Purcell), June Vincent (Abby Fraser), Edward Binns (Abel McHugh), James Drury (Jess McHugh), John Wilder (Ben Fraser), Dale van Sickel (Ed)

## License to Kill
- Prima televisiva: 7 febbraio 1958
- Diretto da: James Sheldon
- Scritto da: Antony Ellis, Kyle Mason

### Trama
- Guest star: Macdonald Carey (sceriffo Tom Baker), John Ericson (Lane Baker), Jacques Aubuchon (sindaco Danforth), Stacy Harris (Doc Currie), Richard Devon (Walker), Peter Whitney (Growler), George Cisar (White), Gene Roth (Wilkie), Jim Nyland (Torrence)

## Sundown at Bitter Creek
- Prima televisiva: 14 febbraio 1958
- Diretto da: Robert Florey
- Scritto da: Aaron Spelling

### Trama
- Guest star: Peter Breck (Sundance Kid), Cathy O'Donnell (Jennie Parsons), Nick Adams (Lynn Parsons), Tex Ritter (Reydo), Jeanne Cooper (Lucy), Dennis Cross (Darnell), Bill Guyman (barista), Dick Powell (Dan Case)

## The Stranger
- Prima televisiva: 28 febbraio 1958
- Diretto da: Robert Gordon
- Soggetto di: Irving Elman

### Trama
- Guest star: Denver Pyle (sceriffo Tom), Joe Haworth (Ben), Mark Stevens (Cort McConnell), Dan Barton (Garth), Walter Barnes (Frank), Rankin Mansfield (dottor Bauman), Rachel Ames (Martha Bream), William Schallert (Yarbrough), John Falvo (Mabry), Jess Kirkpatrick (Wolfe)

## The Sharpshooter
- Prima televisiva: 7 marzo 1958
- Diretto da: Arnold Laven
- Scritto da: Sam Peckinpah

### Trama
- Guest star: Chuck Connors (Lucas McCain), Johnny Crawford (Mark McCain), Leif Erickson (Jim Lewis), Dennis Hopper (Vern), Sidney Blackmer (giudice Hanovan), R. G. Armstrong (sceriffo Fred Thompson)

## Man of Fear
- Prima televisiva: 14 marzo 1958
- Diretto da: James Sheldon
- Scritto da: Aaron Spelling

### Trama
- Guest star: Dewey Martin (Doc Holliday), Arthur Franz (Lee Brand), Julie Adams (Julie Brand), Brett King (sceriffo Martin), Marjorie Owens (Mrs. Thacker), Robert Gothie (Burt Hartman), Clayton Post (Sid), Allen Pinson (Deputy), Chuck Hayward (cittadino)

## The Doctor Keeps a Promise
- Prima televisiva: 21 marzo 1958
- Diretto da: Robert Gordon
- Scritto da: Harold Swanton

### Trama
- Guest star: Peter Breck (Marshal), Cameron Mitchell (dottor Allan McMurdo), Ed Nelson (Nelson), Carolyn Kearney (Jenny Bechdoldt), Ken Lynch (Hod Strosmidor), Forrest Taylor (dottor Caslin), Alex Gerry (Mason Wellman), Robert F. Hoy (Jud Moore), Robert Beneveds (Dave Bechdoldt), Luis Gómez (Panchito)

## Three Days to Death
- Prima televisiva: 4 aprile 1958
- Diretto da: Robert Gordon
- Scritto da: John McGreevey, William L. Stuart

### Trama
- Guest star: Michael Rennie (Grant Coburn)

## Shadow of a Dead Man
- Prima televisiva: 11 aprile 1958

### Trama
- Guest star: Richard Shannon (Mark Wilkins), Barry Sullivan (Raney Benson), Carl Benton Reid (Zachary Wheeler), Whitney Blake (Jessie Wheeler), DeForest Kelley (Logan Wheeler), Fred Kohler, Jr. (sceriffo Kincaid.)

## Debt of Gratitude
- Prima televisiva: 18 aprile 1958
- Diretto da: William Dario Faralla
- Scritto da: John McGreevey

### Trama
- Guest star: James Whitmore (Ben Kincaid), Walter Sande (John Landfield), Steve Cochran (Marshal Cam Tolby), Howard Culver (Barber), Henry Rowland (Mort), Ben Wright (Doc Tyler), Joe Haworth (conducente), Sam Edwards (Wilt Buford), Ellen Parker (Doris Palmer)

## A Handful of Ashes
- Prima televisiva: 2 maggio 1958
- Diretto da: Robert Gordon
- Scritto da: Christopher Knopf

### Trama
- Guest star: Dabbs Greer (Ed McColl), John Falvo (Charlie), Gene Evans (Jerrod Toll), David Leland (Lafe Swift), Thomas Mitchell (Ben Carey), Jon Lormer (Doc), Tom Monroe (Ethan Croft), William Schallert (Baird), June Lockhart (Alfree Carey)

## Threat of Violence
- Prima televisiva: 23 maggio 1958
- Diretto da: Robert Gordon
- Scritto da: John McGreevey

### Trama
- Guest star: Chris Alcaide (Clay Culhane), Harry Lauter (Hake Morris), Jason Johnson (dottor Harris), Lyle Bettger (sceriffo Griff Evans), Cesar Romero (Carlos Gandara), Jorja Curtright (Felicia Cheney), Alex Gerry (James Ballinger), Bruce Cowling (Verg Cheney), Jess Kirkpatrick (William Newman)

## Utopia, Wyoming
- Prima televisiva: 6 giugno 1958
- Diretto da: William Dario Faralla
- Scritto da: Aaron Spelling

### Trama
- Guest star: Pernell Roberts (Jet Mason), Gary Merrill (Luke Cannon), Joanne Gilbert (Jennie Cannon), Robert Gothie (Blake Scott), Myron Healey (Cliff Merson), Walter Coy (Hank Cluny), Henry Oliver (Joe Esmond), Charles Horvath (Sam Vincent), Ray Ferrell (Chris Cannon)